# Lingue rwanda-rundi
Le lingue rwanda-rundi sono un sottogruppo delle lingue bantu parlate principalmente in Ruanda e in Burundi, ma anche nelle regioni limitrofe della Tanzania, della Repubblica Democratica del Congo e dell'Uganda.

## Distribuzione geografica
Le due lingue principali, da cui prende nome il gruppo stesso, sono il rwanda (o kinyarwanda) e il rundi (o kirundi), che contano 12 milioni di locutori, sui 13,7 milioni complessivi stimati per il gruppo.
Secondo l'edizione 2009 di Ethnologue, il rwanda conta 6,5 milioni di locutori in Ruanda, e un altro milione negli stati limitrofi. Il rundi è parlato da 4,6 milioni di persone in Burundi, più 250.000 locutori stanziati in altri stati.
Le due lingue sono mutuamente intelligibili, tanto che l'intero gruppo può essere a volte considerato un continuum dialettale. Alcuni media vengono diffusi senza fare distinzione tra le due lingue, per esempio: i servizi della BBC per la regione dei Grandi laghi; i servizi di Voice of America in kirundi ed in kinyarwanda.
Il gruppo rwanda-rundi comprende anche quattro lingue minori parlate in Tanzania. La più diffusa è la lingua ha, parlata da circa un milione di persone,, seguita dall'hangaza e dal shubi, entrambe con circa 150.000 locutori, mentre per il vinza si contano circa 10.000 parlanti. Altre classificazioni inseriscono nel gruppo rwanda-rundi anche altre lingue della Rep. Dem. del Congo, come il fuliiru (o fuliiro) e il joba (o vira).

## Classificazione
Le lingue rwanda-rundi costituiscono un gruppo che veniva precedentemente individuato con il codice D.60, all'interno quindi del gruppo delle lingue bantu D. Altre classificazioni modificate inseriscono oggi le lingue rwanda-rundi nel gruppo JD60, che include numerose lingue bantu della regione dei grandi laghi africani.

## Sistema di scrittura
Per la scrittura delle lingue rwanda-rundi vengono utilizzati sistemi basati sull'alfabeto latino.